# Джон Міллман
Джон Міллман (англ. John Millman) — австралійський тенісист.
Найвищим досягненням Міллмана в турнірах Великого шолома був вихід до чвертьфіналу Відкритого чемпіонату США 2018 після перемоги в четвертому колі над Роджером Федерером.

## Фінали турнірів ATP

### Одиночний розряд: 1 фінал
| Результат | В–П | Дата     | Турнір                   | Рівень     | Поверхня | Супротивник     | Рахунок  |
| --------- | --- | -------- | ------------------------ | ---------- | -------- | --------------- | -------- |
| Поразка   | 0–1 | Кві 2018 | Hungarian Open, Угорщина | 250 Series | Ґрунт    | Марко Чеккінато | 5–7, 4–6 |

## Зовнішні посилання
- Досьє на сайті Асоціації тенісистів-професіоналів